# Ionisierende Strahlung

Warnzeichen nach ISO 7010 vor radioaktiven Stoffen oder ionisierenden Strahlen (auch auf abschirmenden Behältern)

Warnzeichen nach ISO 21482 direkt an gefährlichen radioaktiven Stoffen

Ionisierende Strahlung (auch Ionisierende Strahlen; englisch ionizing radiation) ist eine Bezeichnung für jede Teilchen- oder elektromagnetische Strahlung, die in der Lage ist, Elektronen aus Atomen oder Molekülen zu entfernen (meist durch Stoßprozesse), sodass positiv geladene Ionen oder Molekülreste zurückbleiben (Ionisation). 

## Begriff
Die Bezeichnung ionisierende Strahlung geht auf J. J. Thomson zurück, der am 27. Februar 1896 mitteilte, dass Röntgenstrahlen die Moleküle der Luft in elektrisch geladene Teilchen aufspalten und dies mit „englisch the air is ionised ‚die Luft ist ionisiert‘“.
Manche ionisierenden Strahlungen gehen von radioaktiven Stoffen aus. Für sie wird umgangssprachlich manchmal die verkürzte Bezeichnung radioaktive Strahlung gebraucht. Solche Strahlung heißt auch Kernstrahlung.
Strahlung aus geladenen Teilchen (z. B. Protonen oder Deuteronen) wird auch als Ionenstrahlung (englisch charged particle beam) bezeichnet.

## Arten ionisierender Strahlung
Zur ionisierenden Strahlung rechnet man jede Strahlung, deren kinetische Energie (bei Teilchen) bzw. Quantenenergie (bei Wellen) ausreicht, um Elektronen – auch über Zwischenreaktionen – aus einem Atom oder Molekül herauszulösen. Um die dazu nötige Ionisationsenergie aufzubringen, muss die Teilchen- oder Quantenenergie meist mehr als etwa 5 Elektronenvolt (eV) betragen.
- Im elektromagnetischen Spektrum entspricht das Wellenlängen von weniger als etwa 250 nm; daher haben nur Höhenstrahlung (kosmische Strahlung), Gammastrahlung, Röntgenstrahlung und kurzwelligere Ultraviolettstrahlung genügend Quantenenergie, um Elektronen aus den Atomhüllen zu lösen und so auch Kovalente Bindungen aufzutrennen. Dagegen sind Radiowellen, Radarwellen, Mikrowellen, Infrarotstrahlung oder sichtbares Licht keine ionisierende Strahlung, denn sie können keine Moleküle (außer von speziellen, lichtempfindlichen Substanzen) dauerhaft verändern oder gar zerlegen. Moleküle, die durch so energiearme Photonen zerlegt würden, könnten unter Normalbedingungen nicht existieren.
- Freie Protonen, Elektronen oder andere geladene Teilchen werden ab einer kinetischen Energie von etwa 5 eV zur ionisierenden Strahlung gezählt. Demnach sind Alphastrahlung (positiv geladene Heliumkerne) und Betastrahlung (negativ geladene Elektronen oder positiv geladene Positronen) stets ionisierende Strahlung.
- Freie Neutronen haben, da sie elektrisch neutral sind, selbst keine merkliche Wechselwirkung mit Elektronen. Sie ionisieren aber indirekt durch Kernreaktionen oder Streuprozesse an Atomkernen. Der effektivste Impulsübertrag schneller Neutronen erfolgt auf Wasserstoffatomkerne, die fast dieselbe Masse besitzen (elastischer Stoß). Darum ist Wasser einerseits ein guter Moderator; andererseits sind schnelle Neutronen für lebendes Gewebe besonders gefährlich, weil es stets Wasser enthält (etwa im Cytosol). Jedes Wassermolekül (H2O) enthält zwei Wasserstoffatome (H).

## Wechselwirkung mit der Materie
Materie schirmt ionisierende Strahlung durch Absorption ab.
Der namensgebende Mechanismus – Ionisation – ist die Freisetzung von Elektronen aus Atomhüllen. Ionisierende Strahlung wird grob aufgeteilt in locker und dicht ionisierende Strahlung: Strahlung aus massiven Teilchen (Protonen und Ionen) ist dicht ionisierend, weil die Teilchen auf ihrem Weg fast kontinuierlich Energie an das durchdrungene Medium abgeben und es dabei ionisieren. Photonen (d. h. Röntgen- oder Gammastrahlung) sind dünn ionisierend. Bei ausreichend viel übertragener Energie auf das freigesetzte Elektron spricht man von einem Delta-Elektron, das selbst wiederum ionisieren kann. Hochenergetische Elektronen erzeugen in Materie darüber hinaus Bremsstrahlung, die ebenfalls ionisierend wirkt. Auch Elektronenstrahlung wird zur locker ionisierenden Strahlung gezählt. Die Bahnen ionisierender geladener Strahlungsteilchen kann man in einer Nebelkammer als Nebelspuren beobachten.
Je dichter eine Teilchenart ionisiert, desto ausgeprägter ist der charakteristische Anstieg des linearen Energietransfers/Bremsvermögens, d. i. der Energieabgabe pro Wegstrecke, gegen Ende der Bahn (Bragg-Peak).
| Strahlenarten | geladene Teilchen (z. B. Alphastrahlung und Betastrahlung): direkt ionisierend          |
| Strahlenarten |                                                                                         |
| Strahlenarten | ungeladene Teilchen (z. B. Gammastrahlung und Neutronenstrahlung): indirekt ionisierend |
| Wechselwirkung ionisierender Strahlung mit der Materie: Beim einfallenden Neutron sind einige in wasserstoffhaltigem Material typische Zwischenprozesse dargestellt. Gammaquanten sind durch Wellenlinien, geladene Teilchen und Neutronen durch Geraden bzw. Geradenstücke dargestellt. Die kleinen Kreise stellen Ionisationsprozesse dar. |                                                                                         |

Photonen (Gammaquanten) ionisieren nicht laufend auf ihrem Weg wie Alpha- oder Betateilchen. Die Wechselwirkung eines Gammaquants mit Materie erfolgt durch einen der folgenden drei Prozesse:
1. Photoeffekt: Beim Photoeffekt schlägt das Photon ein Elektron aus der Hülle eines Atoms.
2. Compton-Effekt: Bei jeder Compton-Streuung gibt das Photon Energie an ein angestoßenes Elektron ab und fliegt mit verringerter Energie in anderer Richtung weiter.
3. Paarbildung: Bei der Paarbildung verschwindet das Photon; seine Energie führt zur Bildung eines Teilchen-Antiteilchen-Paares.

Wechselwirkungsprozesse für Gammastrahlung in Abhängigkeit von Energie und Kernladungszahl

Bei niedrigen Energien und großen Kernladungszahlen überwiegt der Photoeffekt, bei hohen Energien und großen Kernladungszahlen die Paarbildung, dazwischen im Bereich 0,1 bis 20 MeV für leichte Elemente die Comptonstreuung (siehe Schemazeichnung). Bei genügend hoher Energie des Photons können außerdem durch Kernphotoeffekt schnelle Protonen oder Neutronen freigesetzt werden und Radionuklide entstehen.
Ionisierende Strahlung bricht chemische Verbindungen auf und es entstehen hochreaktive Radikale. Hierin liegt ihre biologisch schädliche Wirkung. Von besonderer Relevanz für die Strahlenbiologie ist die Radiolyse von Wasser. Die dabei erzeugten reaktiven Sauerstoffspezies sind verantwortlich für den sogenannten Sauerstoffeffekt. Sie reagieren mit Molekülen wie Enzymen oder der DNA, wodurch diese inaktiviert oder beschädigt werden und gegebenenfalls repariert werden müssen. Dicht ionisierende Strahlung erzeugt im Gegensatz zu dünn ionisierender Strahlung sehr viel schwerer zu reparierende komplexe DNA-Schäden mit mehreren Einzelschäden in unmittelbarer Nähe, was zu einer höheren relativen biologischen Wirksamkeit führt, die im Strahlenschutz durch höhere Strahlungswichtungsfaktoren berücksichtigt wird.

## Strahlenbelastung der Bevölkerung

### Natürliche Strahlungsquellen
Die Strahlenbelastung durch ionisierende Strahlung aus natürlichen Quellen führt für Bewohner von Deutschland je nach Lebenssituation (Wohnort usw.) zu einer Äquivalentdosis zwischen 1 und 10 Millisievert pro Jahr. Es handelt sich dabei hauptsächlich um kosmische Strahlung und Strahlung von radioaktiven Stoffen, die natürlich in Erdkruste, Baustoffen und in der Atmosphäre vorkommen, z. B. den radioaktiven Isotopen der lebenswichtigen Elemente Kohlenstoff und Kalium. Auch der menschliche Körper selbst enthält eine geringe, durch den Stoffwechsel konstant gehaltene Menge dieser radioaktiven Stoffe.
- Natürlich vorkommende Radioaktivität:
  - Radon (kann sich insbesondere in Kellerräumen ansammeln)
  - Kalium-40 und andere Radionuklide in Steinen und Baumaterialien
  - in Nahrungsmitteln eingelagerte radioaktive Partikel
  - natürlicher Kohlenstoff 14-Anteil in Nahrungsmitteln und Atemluft
- Kosmische Strahlung: hauptsächlich schnelle geladene Teilchen, Sekundärstrahlung durch Wechselwirkung mit der Atmosphäre gelangt bis zur Erdoberfläche; verantwortlich z. B. für die Strahlungsbelastung beim Flugverkehr. Die Belastung steigt mit der Höhe über Meeresspiegel.
- Strahlung der Sonne: Ultraviolett (UV-B wird fast vollständig absorbiert, führt aber trotzdem unter anderem zu Sonnenbrand; UV-C wird vollständig in der Atmosphäre absorbiert und führt durch Auftrennen des molekularen Sauerstoffs zur Ozonschicht), Teilchenstrahlung (Sonnenwind) führt zu Polarlichtern.

### Zivilisatorische Strahlungsquellen
Die Jahresdosis aus zivilisatorischen Strahlenquellen liegt im Durchschnitt in der gleichen Größenordnung wie die natürliche. Sie stammt aus
- medizinischen Strahlenanwendungen wie Röntgenaufnahmen oder Strahlentherapie,
- radioaktivem Material, das bei früheren Kernwaffentests oder Nuklearunfällen, wie in Tschernobyl, freigesetzt wurde,
- Kernreaktoren und Teilchenbeschleunigern.
- Bergbautätigkeiten, Uranabbaustätten, Uranschlamm, Absetzbecken, Klärbecken, durch Flutung kontaminierte Gewässer,

Röntgenstrahlung entsteht auch unvermeidlich als „Nebenprodukt“ in Geräten, in denen Elektronen mit Hochspannung beschleunigt werden, wie etwa Röhrenbildschirmen, Elektronenmikroskopen, Radarsendern oder Elektronenstrahlschweißanlagen. Hierzu gibt es eine Stellungnahme des Ärztlichen Sachverständigenbeirats „Berufskrankheiten“ beim deutschen Bundesministerium für Arbeit und Soziales.

## Wirkung

### Größen und Maßeinheiten

#### Energiedosis
Als Energiedosis bezeichnet man die von einem bestrahlten Objekt, z. B. Körpergewebe, über einen Belastungszeitraum pro Masseeinheit absorbierte Energiemenge. Sie ist abhängig von der Intensität der Bestrahlung und von der Absorptionsfähigkeit des bestrahlten Stoffes für die gegebene Strahlungsart und -energie.
- SI-Einheit: Gray Gy; 1 Gray = 1 J/kg (nicht bewertete Strahlung einer Quelle)

#### Ionendosis
Die Ionendosis ist ein Maß für die Stärke der Ionisierung, ausgedrückt durch die freigesetzte Ladung pro Masse des bestrahlten Stoffes.
- SI-Einheit: C/kg (Coulomb pro Kilogramm)

#### Äquivalentdosis
Die Äquivalentdosis ist ein Maß für die Stärke der biologischen Wirkung einer bestimmten Strahlendosis; ihre Gültigkeit ist beschränkt auf die Anwendung im Strahlenschutz.
Gleich große Äquivalentdosen sind somit in ihrer Wirkung auf den Menschen vergleichbar, unabhängig von der Strahlenart und ‑energie.
Die Äquivalentdosis ergibt sich durch Multiplikation der Energiedosis in Gray mit dem Strahlungswichtungsfaktor (früher Qualitätsfaktor genannt), der in vereinfachter Weise die Relative biologische Wirksamkeit der betreffenden Strahlung beschreibt. Er hängt von der Strahlungsart und ‑energie ab. Beispielsweise ist der Strahlungswichtungsfaktor für Beta- und Gammastrahlung gleich 1; die Äquivalentdosis in Sv ist hier also zahlenmäßig gleich der Energiedosis in Gy. Für andere Strahlenarten gelten Faktoren bis zu 20 (s. Tabelle in Strahlungswichtungsfaktor).
- SI-Einheit: Sievert Sv; 1 Sv = 1 J/kg

### Biologische Wirkung
Durch ionisierende Strahlung erzeugte Radikale richten in der Regel größeren Schaden durch nachfolgende chemische Reaktionen an als die Zerstörung des ersten Moleküls durch die Strahlung allein. Diese Wirkung ist, etwa bei der Krebsbekämpfung, erwünscht, da sie das Absterben getroffener Zellen, in diesem Fall idealerweise Tumorzellen, begünstigt. Die Radonbalneologie setzt auf die therapeutische Wirkung des Edelgases Radon bei bestimmten Krankheiten.
Über das Ausmaß der Schädlichkeit gehen die Ansichten auseinander:
- Ab kurzfristiger Belastung von etwa 0,2 bis 1,0 Sv tritt die Strahlenkrankheit auf. 4 Sv als Kurzzeitbestrahlung sind in 50 % der Fälle tödlich, 7 Sv sind sicher tödlich. Sie äußert sich durch ein geschwächtes Immunsystem und Verbrennungen. Ohne Zweifel werden ab einer hohen Strahlendosis (größer als etwa 2 Sv) so viele Moleküle mit biologischer Funktion auf einmal zerstört, dass betroffene Zellen nicht mehr lebensfähig sind. Es entstehen auch zu viele giftige Substanzen durch den Zerfall von Molekülen, die die Zelle abtöten. Auf molekularer Ebene ist unter anderem die schädigende Wirkung von, durch Radiolyse entstehenden, Radikalen beteiligt. Als Langzeitfolge sind auch Veränderungen des Erbguts häufig, die mit einer gewissen Wahrscheinlichkeit in Krebs münden können, vor allem aber in Mutationen, die zu Missbildungen an Nachkommen oder sich entwickelnden Embryonen/Föten sowie totaler Sterilität (Unfruchtbarkeit) führen können (siehe auch Strahlenrisiko).
- Bei mittleren Lebensdosen um 0,1 Sv, was etwa der Dosis entspricht, die ein Mensch im Verlauf von 76 Jahren durch die ständig vorhandene natürliche Strahlung von (in Deutschland) bis zu 1,3 mSv/a aufnimmt, gibt es keine auffallenden Beobachtungen, denn offenbar haben sich sämtliche Lebewesen im Lauf der Evolution darauf eingestellt.
- Die Auswirkungen sehr geringer Dosen um 0,02 Sv werden kontrovers diskutiert:
  1. Einige Fachleute vermuten, dass die Schädlichkeit ionisierender Strahlen linear mit abnehmender Dosis sinkt. Da das Risiko, an Krebs zu sterben, bei 0,02 Sv nach dem linearen Modell lediglich um 1 ‰ erhöht ist, bräuchte man für einen statistischen sicheren Nachweis Millionen von Probanden. Ein derartiger Nachweis ist nicht möglich.
  2. Deutlich weniger Wissenschaftler registrieren Hinweise, wonach eine geringere Strahlenbelastung auch einen größeren Schaden bewirken kann; etwa weil das Immunsystem mangels Aktivität „einschläft“ und die Anfälligkeit für Krankheiten steigt. Es ist umstritten, ob eine Reduktion der natürlichen Strahlenbelastung krankheitsfördernd sein kann (vgl. Hormesis).

Die Alphastrahlung hat auf lebendes Gewebe durch ihre Ionisierungsfähigkeit eine besonders hohe schädliche Wirkung, jedoch besitzt sie in Luft eine Reichweite von nur wenigen Zentimetern und kann durch ein einfaches Blatt Papier vollständig abgeschirmt werden (den gleichen Zweck erfüllen die obersten abgestorbenen Hautschuppen), so dass Alphastrahler, die sich außerhalb des menschlichen Körpers befinden, weitgehend ungefährlich sind. Gefährlich sind Alphastrahler, wenn sie in direkten Kontakt mit lebendem Gewebe kommen. Ein Weg dafür ist das Einatmen von Aerosolen, die über die Schleimhäute des Atemweges aufgenommen werden; radioaktiver Staub wird in der Lunge eingelagert und kann dort Krebs auslösen. Das Edelgas Radon wird aufgrund seiner chemischen Eigenschaft im Körper nicht eingelagert, gefährdet aber während des Einatmens durch radioaktive Zerfälle in der Lunge. Wenn ein sehr starker Alphastrahler (Halbwertszeit von einigen Tagen oder darunter) durch Nahrung aufgenommen wurde oder durch Injektion in den Blutkreislauf gebracht wurde, können bereits wenige Mikrogramm für Menschen tödlich sein.
Auch Ultraviolettstrahlung kann ionisierend wirken, da die kurzwelligeren Anteile, die aufgrund der Ozonschicht nur zu einem geringen Anteil von der Sonne auf die Erdoberfläche gelangen, das Hautkrebsrisiko erhöhen.

### Sonstige Wirkungen
Ionisierende Strahlung kann in mikroelektronischen Schaltungen (Chips) Fehler erzeugen (Bitfehler im RAM etc.). Diese Fehler treten umso häufiger auf, je geringer die Ladungen der jeweiligen Bauelemente sind. Sie stören daher in sehr kleinen Strukturen am meisten. Die Stabilität gegen solche Fehler ist ein wichtiges Designkriterium. Insbesondere für den Weltraumeinsatz müssen geeignete Schutzmaßnahmen getroffen werden.

## Biologische und chemische Anwendungen ionisierender Strahlung
In der Biologie wird hauptsächlich die mutierende und sterilisierende Wirkung genutzt. In der Pflanzenzüchtung werden zum Beispiel „strahlungsinduzierte Mutationen“ (Mutagenese) erzeugt, durch die veränderte Arten hervorgebracht werden können. Ein Einsatzfeld ist die „Sterile-Insekten-Technik“, kurz SIT. Dabei werden männliche Schadinsekten durch Gammastrahlung sterilisiert und dann im Zielgebiet freigelassen. Das Ausbleiben von Nachkommen führt zur Verringerung der Population. Vorteil hierbei ist, dass keine schädlichen Chemikalien eingesetzt werden und andere Insekten unbetroffen bleiben.
Weiterhin eignet sich ionisierende Strahlung auch zur Sterilisation von Geräten, Implantaten, Lebensmitteln und Trinkwasser. Hierbei werden Mikroorganismen abgetötet. Für die Strahlensterilisation von Lebensmitteln gelten jedoch strenge Auflagen. Das Wachstum eines Keimlings kann durch schwache Strahlung verbessert werden, wohingegen zu starke Strahlung wachstumshemmend wirkt.
Bei der Herstellung von Polymeren ist durch Bestrahlung die Vernetzung ohne Wärmeentwicklung möglich. Mit weit eindringender Strahlung können auch große Komponenten vernetzt werden. Es wird unter anderem Betastrahlung (strahlenvernetzte Isolierstoffe) und Ultraviolettstrahlung (Aushärtung von Kunstharz-Lackschichten) eingesetzt. Manche Polymerreaktionen können bei Zusatz von Aktivatoren auch durch Bestrahlung mit sichtbarem Licht initiiert werden.
Ionisierende Strahlung kann Farbänderungen in Edelsteinen, Gläsern und pigmentierten Kunststoffen hervorrufen. In Kristallen wie Korund geschieht dies durch Erzeugung von Farbzentren.
Die Fotolithografie (u. a. in der Mikroelektronik- und Leiterplattenfertigung) nutzt Vernetzungsreaktionen (Positivlack) oder Zersetzungsreaktionen (Negativlack), die durch Ultraviolett-, Röntgen-, Ionen- oder Betastrahlung hervorgerufen werden.
Ultraviolettstrahlung kann zur chlorfreien Bleiche von Zellulose genutzt werden. Dabei werden färbende (Schmutz-)Bestandteile der Stoffe chemisch aufgespalten und so in flüchtige oder auswaschbare Substanzen überführt.

## Strahlenschutz
Der Mensch kann ionisierende Strahlung, ob aus radioaktiven oder anderen Quellen, nicht direkt wahrnehmen. Für einen wirksamen Strahlenschutz beim Umgang mit radioaktiven Materialien ist daher besondere Sorgfalt erforderlich. Hilfreich sind dabei Abschirmungen, Einhaltung eines großen Abstands und Beschränkung der Aufenthaltsdauer im Strahlenfeld (3-A-Regel), ggf. der Einsatz von Mess- und Warneinrichtungen (Dosimetern).
In Deutschland ist die Aufsichtsbehörde Bundesamt für Strahlenschutz (BfS) für Fragen zur ionisierende Strahlung und Kerntechnik zuständig. Ein Beratungsgremium ist die Strahlenschutzkommission (SSK).